# Posidonius
Posidonius (Oudgrieks: Ποσειδώνιος) (ca. 135 v.Chr. - 51 v.Chr.), was een Grieks stoïcijns filosoof en zeer veelzijdig wetenschapper, die zich onder andere bezighield met astronomie, geografie, geschiedenis en wiskunde. Van zijn vele werken zijn slechts fragmenten bewaard gebleven.

## Leven
Posidonius is geboren in Apameia, een Hellenistische stad aan de rivier de Orontes in het noorden van Syrië. Hij was te Athene leerling van Panaetius, het hoofd van de stoïcijnse school. Zelf heeft hij na jaren van reizen rond 95 v.Chr. een eigen school opgericht te Rhodos; hij is nooit hoofd van de officiële stoïcijnse school geweest. Zijn reputatie was groot: zo is bekend dat onder anderen Cicero en Pompeius hem hebben opgezocht te Rhodos. Net als Panaetius had hij contacten in de hoogste Romeinse kringen.

## Reizen
Posidonius heeft vele reizen door de hele Romeinse wereld gemaakt, en zelfs daarbuiten, om wetenschappelijk onderzoek te doen. Hij deed onder andere Griekenland, Spanje, Africa, Dalmatië en Gallië aan. Aan de Atlantische kust in Spanje nam hij de getijden waar en bracht die in verband met de maan. In Gallië bestudeerde hij de Kelten. Hij liet beschrijvingen na van wat hij bij hen zag: dat mannen zich lieten betalen om hun keel door te laten snijden als vorm van amusement en dat men schedels als trofeeën aan de deur sloeg. Maar hij zag ook dat de Kelten respect hadden voor de druïden, die Posidonius voor filosofen aanzag. Een geografisch werk van Posidonius over de landen waar de Kelten leefden kan als bron hebben gediend voor de Germania van Tacitus.

## Filosofie
Men rekent Posidonius, net als Panaetius, tot de midden-Stoa.
Uit de brokstukken van zijn werk is het niet op te maken, maar als we het getuigenis van Seneca mogen geloven, dan is zijn betekenis voor de filosofie zeer groot geweest.
We weten dat zijn werk een religieuze toon had, waarin hij trachtte al zijn wetenschappelijke kennis tot één (filosofisch) geheel te maken. Hierin vertoonde hij platonische trekken. Zo ook in zijn opvatting omtrent de menselijke ziel. Een innovatie namelijk binnen de Stoa op ethisch / psychologisch gebied was dat hij afstand nam van Chrysippus' opvatting dat emoties onjuiste oordelen waren; volgens hem zijn emoties aangeboren, waarbij het erom gaat hoe hiermee om te gaan, concreter: hoe ze in toom te houden. In zijn werk Over de emoties gaf hij aan dat in de ziel een zelfstandig, niet-rationeel element huist, dat zich tegen de rede kan verzetten. Hij volgde Plato niet in diens driedeling van de ziel, hij hield vast aan de opvatting dat de ziel een eenheid was. Daarom sprak hij van irrationele vermogens van de ziel. Zijn uiteenzettingen met de opvatting van Chrysippus zijn overgeleverd door Galenus.
Hij geloofde - in tegenstelling tot Panaetius - in de waarde van de astrologie. De samenhang van alles in het heelal telde bij hem zwaar: de maan heeft invloed op de getijden; klimaat en landschap worden beïnvloed door de stand van de zon, en dus ook het leven van de mensen die in een bepaald gebied wonen.
Traditioneel werden binnen de Stoa de onderdelen van de filosofie vergeleken met een tuin: de logica is de beschermende muur eromheen; de bomen in de tuin zijn de natuurfilosofie, en de vruchten aan de bomen zijn de ethiek. Posidonius evenwel vergeleek de filosofie met een levend wezen: de natuurfilosofie is het vlees en bloed, de logica zijn de botten en pezen die het lichaam bijeen houden, en de ethiek is de ziel (en daarmee het belangrijkste).